# Cathédrale de Visby
Cette  cathédrale n’est pas la seule cathédrale Sainte-Marie.
La cathédrale de Visby (en suédois : Visby domkyrka), appelée également cathédrale Sainte-Marie (Sankta Maria domkyrka), est une cathédrale située à Visby, sur l'île de Gotland en Suède. C'est le siège de l'évêché de Visby.

## Histoire
Elle fut consacrée le 27 juillet 1225, mais ne devient cathédrale qu'à la formation de l'évêché luthérien de Visby en 1572. Elle était parfois appelée au Moyen Âge « église Allemande » et avait deux curés avant la Réforme protestante : un curé allemand et un curé suédois. Ceci s'explique par l'importante population allemande dans la ville au Moyen Âge, du fait des liens avec la Hanse.

## Illustrations

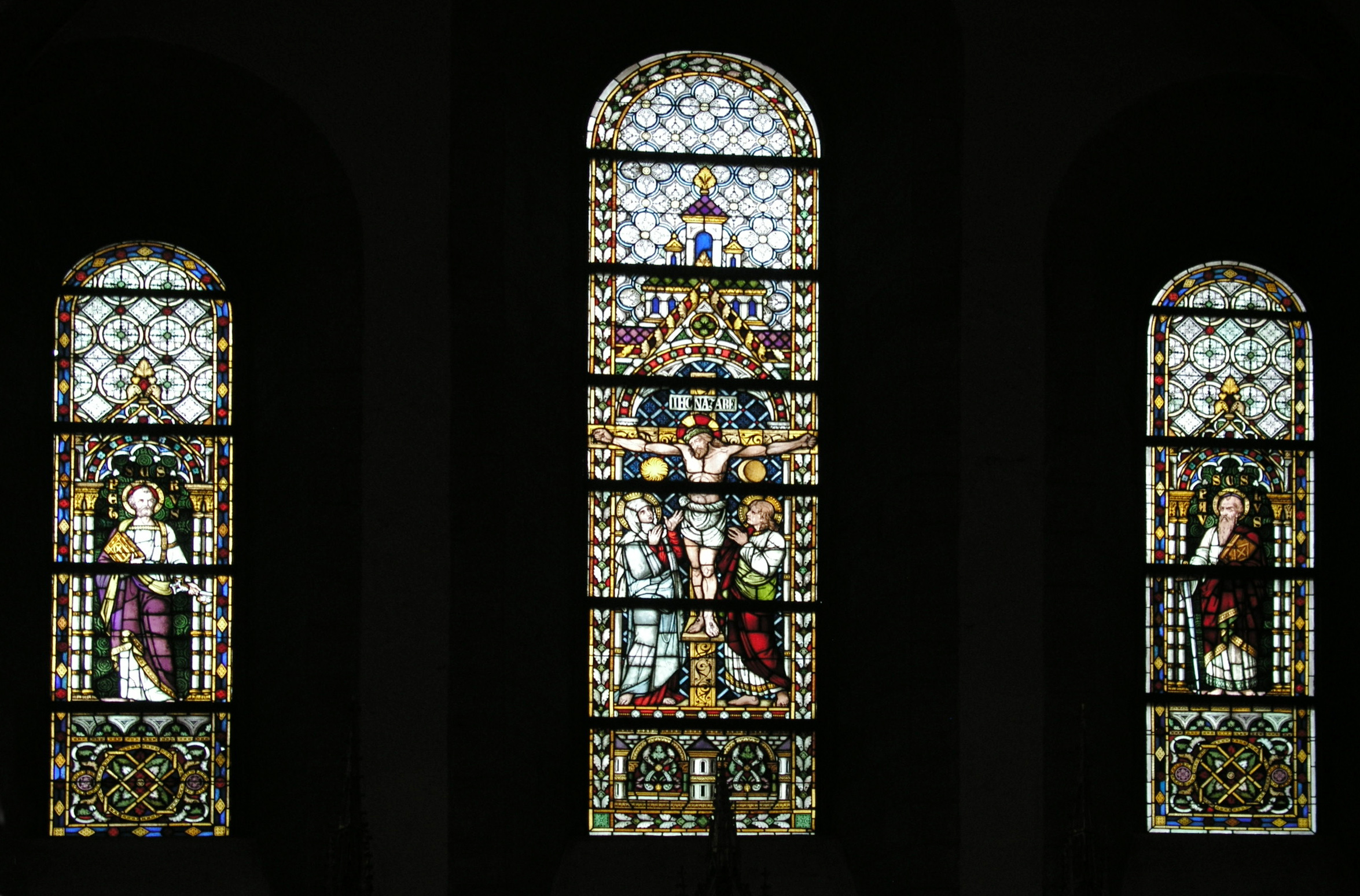
Vitraux de la cathédrale, œuvres de Carl de Bouché.
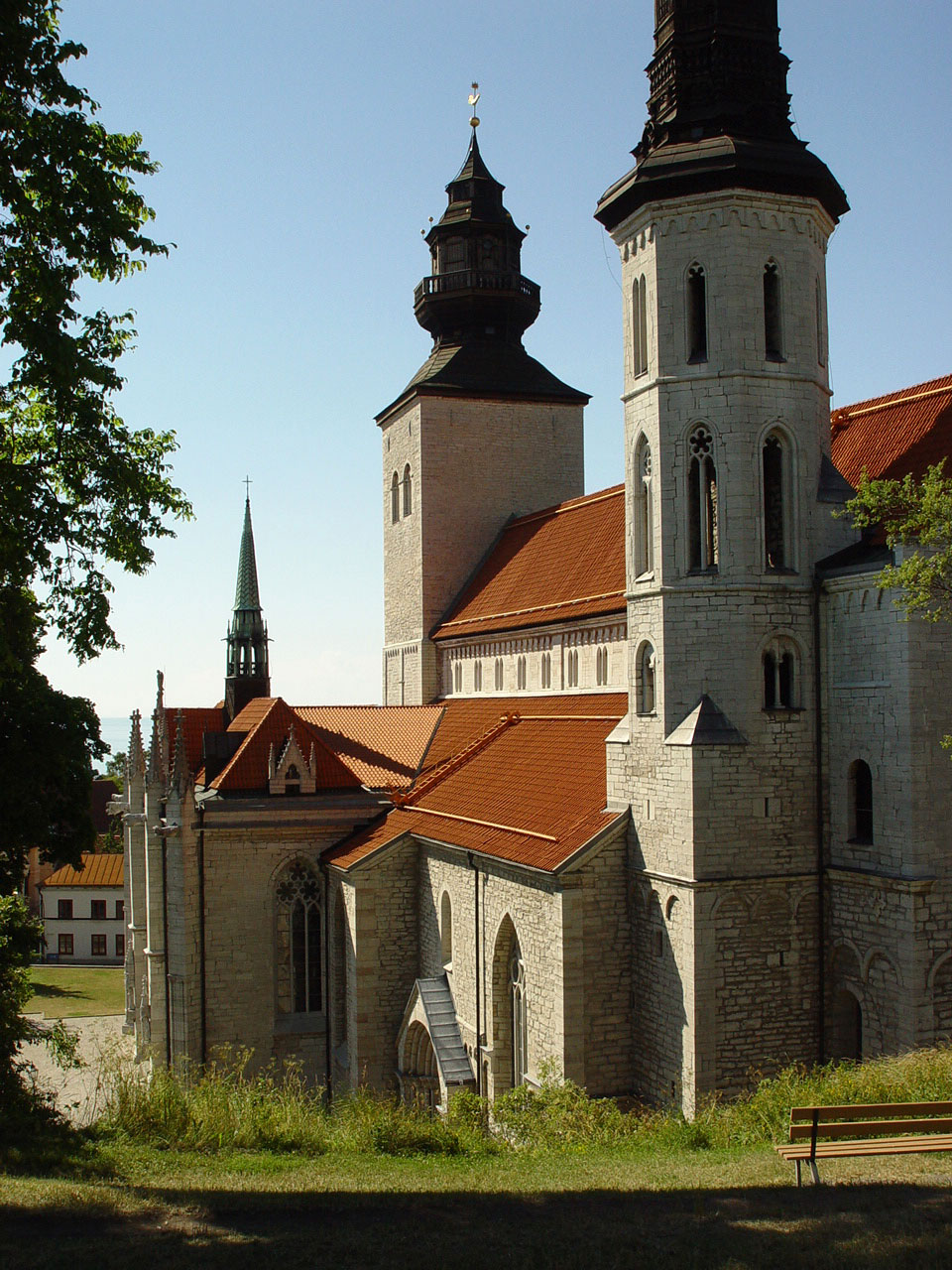
Vue de la cathédrale Sainte-Marie.
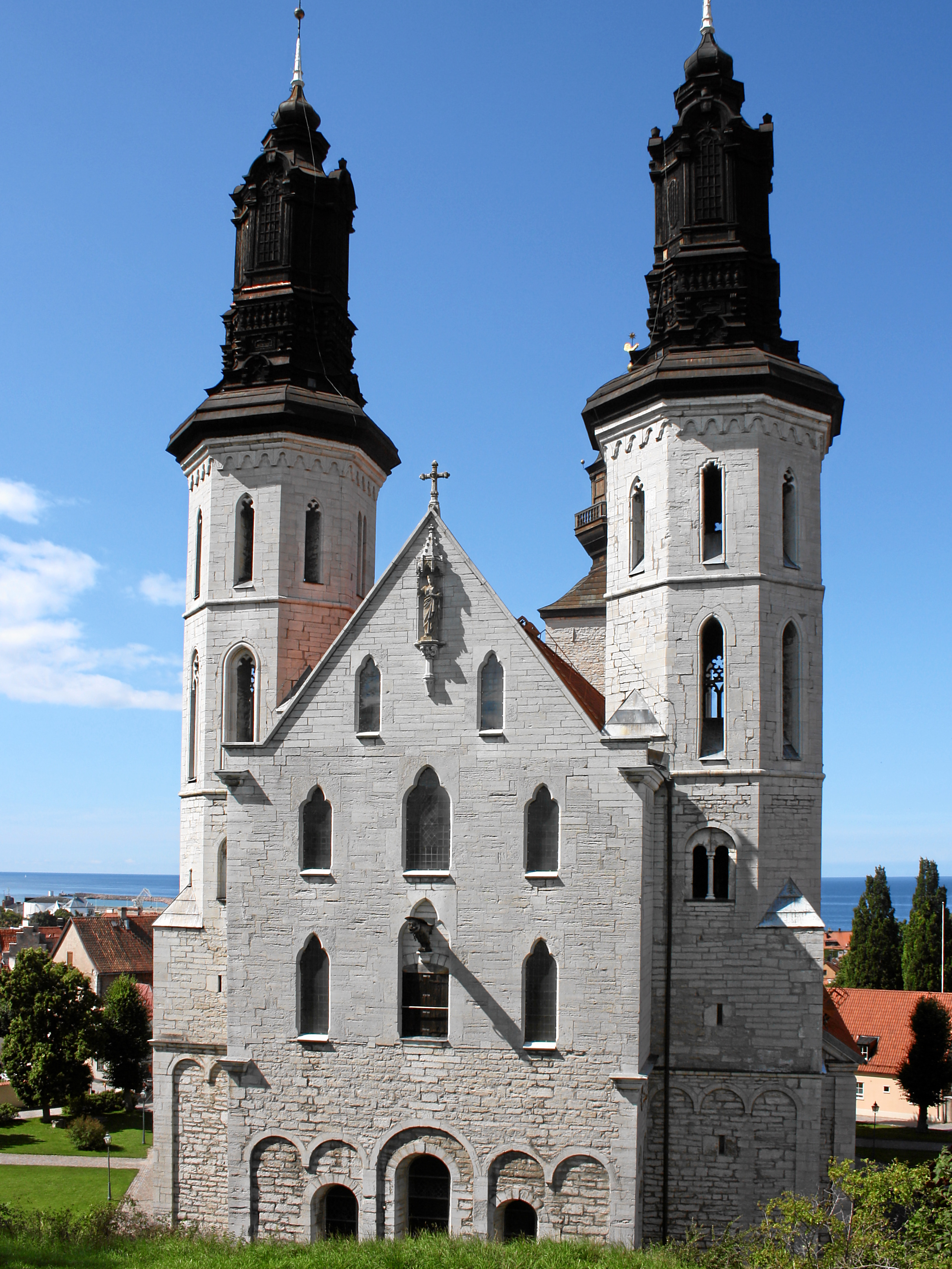
Vue de la cathédrale du côté est.